# Вук Караџић (кошаркаш)
Вук Караџић (Београд, 24. јун 1996) српски је професионални кошаркаш.

## Каријера
Караџић је током каријере играо за  Београд, Смедерево 1953 и СПД Раднички. У фебруару 2018. године приступио је тиму Спартак Суботица.   Дана 21. фебруара одиграо је прву утакмицу за Спартак, када је његов тим изгубио на мечу против Дунава из Старих Бановаца.
Са репрезентацијом Србије до 18 година, освојио је сребрну медаљу на Европском првенству до 18 година.
Његов отац је Стеван Караџић, бивши кошаркаш и садашњи кошаркашки тренер, а мајка Весна такође је била кошаркашица.